# Prelude (The Moody Blues)
Prelude is een verzamelalbum van The Moody Blues uit 1987.
De voorgeschiedenis tot het eerste succes van de Moodies ging niet over rozen. Tot hun succesalbum Days of Future Passed had de band maar één muziekalbum volgespeeld: The Magnificent Moodies. Vanaf dat album ontstond een vacuüm dat werd opgevuld met allerlei singles. In 1968 werden sommige daarvan gebundeld op de Nederlandse verzamelaar On Boulevard de la Madeleine, maar de rest van de wereld moest nog afwachten. Een eerste poging werd gedaan met het album The Moody Blues Caught Live +5, maar daar stond ook niet al hun tussenliggende werk op. In 1987 verscheen op compact disc het album Prelude, dat muziek laat horen van tussen hun eerste album en Days, aangevuld met werk dat niet op hun volgende albums paste (qua sfeer of tijd). Samen met het jaar later verschijnende Magnificent Moodies bracht het het totale beeld van de Moodies voor Nights. Prelude betekent voorspel, in dit geval het voorspel op het succes Days.
Sinds 2006 is het album overbodig geworden; op de De Luxe uitvoering van Nights verscheen een deel van onderstaande tracks; tracks die uit een later tijdperk dateerden kwam op de respectievelijke albums terecht.        

## Musici
- Justin Hayward- zang, gitaar
- John Lodge – zang, basgitaar
- Mike Pinder – zang, toetsinstrumenten
- Ray Thomas – zang, dwarsfluit
- Graeme Edge – slagwerk

## Tracklist
| Nr. | Titel                                                           | Duur |
| --- | --------------------------------------------------------------- | ---- |
| 1.  | Fly Me High (Justin Hayward)                                    | 3:02 |
| 2.  | I Really Haven't Got the Time (Mike Pinder)                     | 3:12 |
| 3.  | Leave This Man Alone (Hayward)                                  | 3:01 |
| 4.  | Love and Beauty (Pinder)                                        | 2:28 |
| 5.  | Cities (Hayward)                                                | 2:27 |
| 6.  | A Simple Game (Pinder de monomix)                               | 3:47 |
| 7.  | Gimme a Little Somethin' (John Lodge; opgenomen 17 maart 1968)  | 3:18 |
| 8.  | Please Think About It (Pinder; opgenomen 29 juni 1967)          | 3:45 |
| 9.  | Long Summer Days (Hayward ; opgenomen 19 mei 1967)              | 3:18 |
| 10. | King and Queen (Hayward; opgenomen 13 februari 1968)            | 3:57 |
| 11. | What Am I Doing Here? (Hayward ; opname 17 november 1968)       | 3:40 |
| 12. | Late Lament (Graeme Edge, Peter Knight; opname 3 november 1967) | 1:36 |